# Arctognathus curvimola
Arctognathus curvimola és una espècie extinta de sinàpsids de la família dels gorgonòpids que visqué al sud d'Àfrica durant el Wuchiapingià (Permià superior), fa entre 254,1 i 259,9 milions d'anys. Es tracta de l'única espècie reconeguda del gènere Arctognathus. Se n'han trobat restes fòssils a la província sud-africana del Cap Oriental. Era un gorgonop de mida mitjana. Igual que la resta d'animals d'aquest grup, era carnívor. La majoria d'espècimens que se n'han descobert tenien un musell de 7-10 cm. Els que tenien el musell més curt s'han atribuït a animals joves.